# Zoë Taylor
Zoë Taylor (* 5. Juni 1995 in Newton) ist eine US-amerikanische Telemarkerin.

## Werdegang
Nachdem Taylor bereits mit zwei Jahren erstmals auf Skiern gestanden hatte, kam sie im Alter von sechs Jahren zum Telemarken. Mit elf Jahren nahm sie erstmals an einer nationalen Meisterschaft teil und fuhr den sechsten Platz ein. Ein Jahr später erreichte sie bei den NASTAR-Meisterschaften den zweiten Platz, bevor sie im folgenden Winter mit ihrer Mutter in den Wintersport-Ort Steamboat Springs zog und seitdem für den Verein Steamboat Springs Winter Sports Club startet. Am 3. Februar 2011 gab sie mit nur 15 Jahren ihr Debüt im Telemark-Weltcup in Thyon. In ihrer ersten Weltcup-Saison fuhr sie Ergebnisse im Mittelfeld ein. Am Ende belegte sie im Gesamtweltcup den 21. Platz, im Classic den 18. Platz, im Classic Sprint den 22. Platz und im Riesenslalom den 23. Platz. Im selben Jahr startete sie bei den Juniorenweltmeisterschaften 2011 in Hafjell und erreichte dort mehrere Top-10-Platzierungen. So erreichte sie im Riesenslalom den fünften Platz, im Classic und im Classic Sprint jeweils den siebenten Platz. Bei den eine Woche später stattfindenden Weltmeisterschaften 2011 in Rjukan startete sie erneut und landete im Riesenslalom auf dem 19. Platz und im Classic auf dem 16. Platz. Im Classic Sprint-Rennen startete sie trotz Meldung nicht. In der Saison 2012 ging es mit den Ergebnissen bergauf. Obwohl sie nur bei drei Weltcups antrat, konnte sie bei ihrem Heimrennen in Steamboat Springs im Parallelsprint ihr erstes Weltcuprennen gewinnen. Im Gesamtweltcup erreichte sie den 11. Platz, im Classic den Platz acht, im Classic Sprint den 14. Platz und im Parallelsprint den neunten Platz. In der folgenden Saison konnte sie bei der Juniorenweltmeisterschaft 2012 in Espot an ihre guten Leistungen der Junioren-WM im Vorjahr anknüpfen und erreichte im Parallelsprint den vierten Platz und im Classic-Rennen den sechsten Platz. In der Saison 2013 ist sie nur in Rjukan und in Geilo an den Start gegangen und belegte Ergebnisse im Mittelfeld. Im Gesamtweltcup kam sie auf den 17. Platz, im Classic Sprint den 21. Platz und im Parallelsprint den 12. Platz. Bei ihren zweiten Weltmeisterschaften 2013 in Espot ging sie im Classic und im Parallelsprint nicht an den Start. Im Classic Sprint wurde sie 12.

## Erfolge

### Weltmeisterschaft
- Rjukan 2011: 19. Riesenslalom, 16. Classic
- Espot 2013: DNS Classic, DNS Parallelsprint, 12. Classic Sprint

### Juniorenweltmeisterschaft
- Hafjell 2011: 5. Riesenslalom, 7. Classic, 7. Classic Sprint
- Espot 2012: 4. Parallelsprint, 6. Classic

### Weltcup
- 1 Podestplätze, davon 1 Siege:

|    | Datum            | Ort               | Land               | Disziplin      |
| -- | ---------------- | ----------------- | ------------------ | -------------- |
| 01 | 17. Februar 2012 | Steamboat Springs | Vereinigte Staaten | Parallelsprint |

- Weltcupplatzierungen

| Saison | Gesamt | Riesenslalom | Classic | Classic Sprint | Parallelsprint |
| ------ | ------ | ------------ | ------- | -------------- | -------------- |
| 2011   | 21.    | 23.          | 18.     | 22.            | —              |
| 2012   | 11.    | —            | 8.      | 14.            | 9.             |
| 2013   | 17.    | —            | 21.     | —              | 12.            |